# Хадж Мохамед, Анас
Ана́с Хадж Моха́мед (араб. أنس الحاج محمد‎; род. 26 марта 2005, Кьети, Абруцци) — тунисский футболист, нападающий клуба «Парма».

## Клубная карьера
Хадж Мохамед — воспитанник клубов «Кьево» и «Парма».   

## Международная карьера
7 сентября 2023 года в отборочном матче Кубка Африки 2023 против сборной Ботсваны Хадж Мохамед дебютировал за сборную Туниса. 